# Leonardo Benevolo

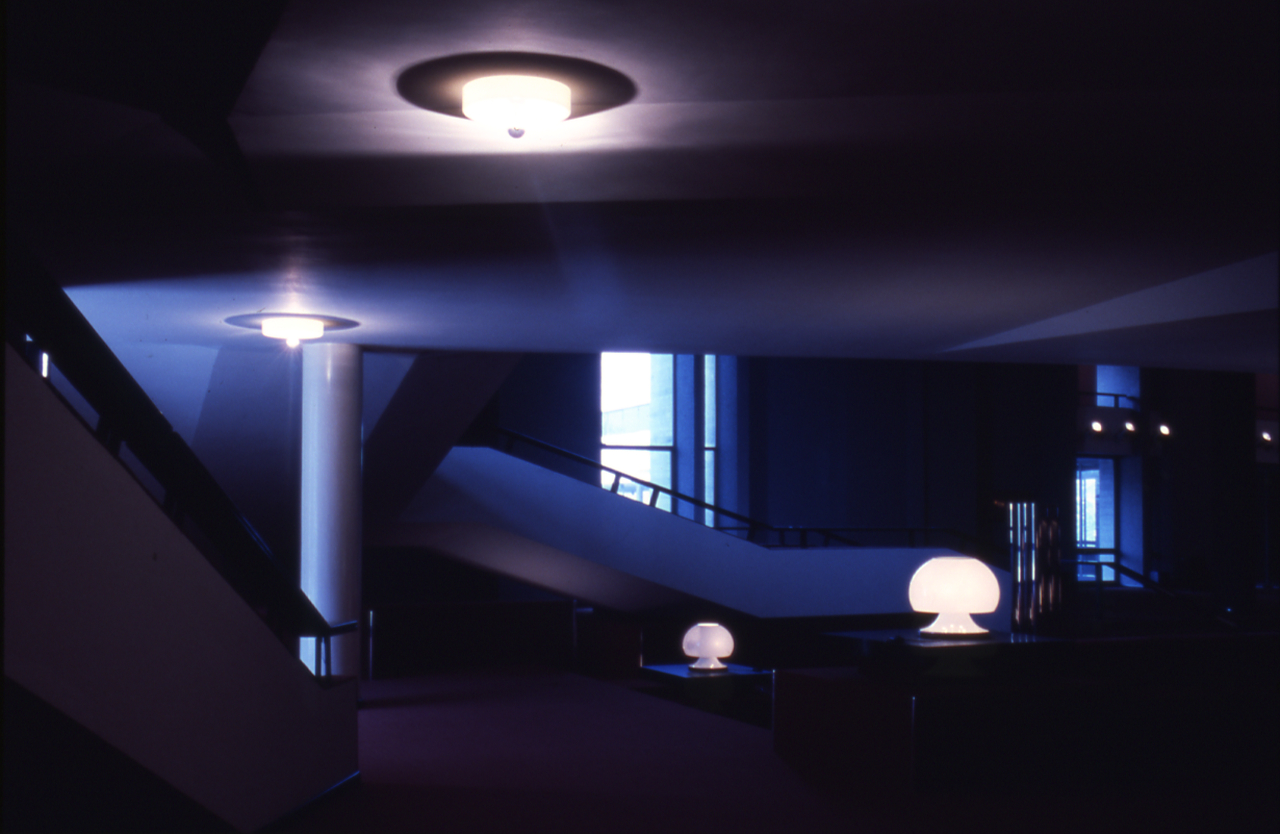
Leonardo Benevolo, Tommaso Giura Longo, Carlo Melograni: Palazzo degli Affari e della Borsa, Bologna. Interno. Foto di Paolo Monti, 1976.

Leonardo Benevolo (Orta San Giulio, 25 settembre 1923 – Cellatica, 5 gennaio 2017) è stato un architetto, urbanista e storico dell'architettura italiano.

## Biografia
Studiò architettura all'Università di Roma, dove si laureò nel 1946. Successivamente insegnò storia dell'architettura dapprima nello stesso Ateneo, e poi alle università di Firenze, Venezia e di Palermo. Per le sue prime, geniali intuizioni (rivoluzionarie per la cultura di quegli anni), in particolare sulla differenza fondamentale fra architettura romana e architettura greca, gli fu assegnata la cattedra di "Storia e stili dell'Architettura I e II" nella facoltà di Roma nel 1956, a soli 33 anni. I suoi scritti, diffusi e tradotti in molti Paesi, gli hanno procurato fama internazionale, sicché lo si può considerare a pieno titolo come uno dei massimi storici dell'architettura e dell'urbanistica della seconda metà del Novecento e degli inizi degli anni Duemila.
Oltre a tali attività didattiche Leonardo Benevolo svolse un'intensa attività professionale, che lo portò a progettare e costruire la nuova sede della Fiera di Bologna (assieme a Tommaso Giura Longo e Carlo Melograni), il piano regolatore di Ascoli Piceno, il piano del centro storico di Bologna, il piano regolatore di Monza (1993-97).
È stato inoltre membro della commissione incaricata del piano di ricostruzione dell'area completamente devastata nel 1963 dal disastro del Vajont, dovuto alla tracimazione delle acque dell'omonima diga, causa di migliaia di morti e della distruzione totale dei paesi di Longarone, Casso, Erto.
Chiamato a Brescia, da Luigi Bazoli (allora assessore all'urbanistica), per redigere la variante generale del Piano regolatore, ideò e progettò a partire dal 1973 il quartiere di San Polo (la cui realizzazione si protrasse fino agli anni novanta). Da allora, si stabilì definitivamente a Brescia, continuando l'attività professionale, specie in urbanistica (Piani Regolatori di diverse città piemontesi e lombarde). Negli ultimi anni, nonostante l'età, operava sia in campo progettuale che teorico, con una ininterrotta produzione di testi.
Nel 1981 venne incaricato dal Comune di Urbino di redigere una variante al Piano Regolatore, con la progettazione e la realizzazione del quartiere La Piantata.
Durante gli anni ottanta animò il dibattito, accademico e non, sostenendo l'utilità storica, culturale e sociale, dell'abbattimento del Vittoriano (Altare della Patria) di Roma.

## Opere
- Storia dell'architettura moderna, Bari: Laterza, 1960
- Una introduzione all'architettura, Bari: Laterza, 1962
- Le origini dell'urbanistica moderna, Bari: Laterza, 1963
- L'architettura delle città nell'Italia contemporanea, Bari: Laterza, 1968
- Storia dell'architettura del Rinascimento, Bari: Laterza, 1968
- I modelli di progettazione della città moderna, Venezia: Cluva, 1969
- La città italiana nel Rinascimento, Milano: Il Polifilo, 1969
- Roma da ieri a domani, Bari: Laterza, 1971
- Le avventure della città, Roma-Bari: Laterza, 1973
- Storia della città, Roma-Bari: Laterza, 1975
- Brescia S. Polo: un quartiere di iniziativa pubblica, Brescia: Morcelliana, 1976
- La casa dell'uomo, Roma-Bari: Laterza, 1976
- Roma oggi, Roma-Bari: Laterza, 1977
- Città in discussione: Venezia e Roma, Roma-Bari: Laterza, 1979
- La laurea dell'obbligo, Roma-Bari: Laterza, 1979
- Urbanistica e crisi economica, Roma-Bari: Laterza, 1979
- Tecnica del disegno, Roma-Bari: Laterza, 1982
- La città e l'architetto, Roma-Bari: Laterza, 1984
- L'ultimo capitolo dell'architettura moderna, Roma-Bari: Laterza, 1985
- Roma: studio per la sistemazione dell'area archeologica centrale, Roma: De Luca, 1985
- Umbria: una proposta per i centri storici, Roma: Officina, 1986
- Urbino, Roma-Bari: Laterza, 1986
- Storia della città orientale, Roma-Bari: Laterza, 1988
- La cattura dell'infinito, Roma-Bari: Laterza, 1991
- Roma dal 1870 al 1990, Roma-Bari: Laterza, 1992
- La città nella storia d'Europa, Roma-Bari: Laterza, 1993
- Principii e forme della città, Milano: Scheiwiller, 1993
- Metamorfosi della città, Milano: Scheiwiller, 1995
- L'Italia da costruire: un programma per il territorio, Roma-Bari: Laterza 1996
- Venezia: il nuovo piano urbanistico, Roma-Bari: Laterza, 1996
- L'architettura nell'Italia contemporanea, Roma-Bari: Laterza, 1998
- San Pietro e la città di Roma, Roma-Bari: GLF Editori Laterza, 2004
- L'architettura nel nuovo millennio, Roma-Bari: GLF Editori Laterza, 2006
- Quale Venezia: trasformazioni urbane 1995-2005, Venezia: Marsilio, 2007
- La fine della città, Roma-Bari: Laterza, 2011
- Il tracollo dell'urbanistica italiana, Roma-Bari: GLF Editori Laterza, 2012